# KkStB 36 sorozat
A kkStB 36 sorozat egy tehervonati szerkocsisgőzmozdony-sorozat volt a cs. kir. Államvasutaknál (k. k. Staatsbahnen, kkStB), amely mozdonyok eredetileg az Eisenbahn Pilsen-Priesen(-Komotau)-tól (EPPK) származtak.
A 14 mozdonyt a Sigl bécsi gyára építette 1871-1872-ben az EPPK-nak. A mozdonyok 1891 után új kazánt kaptak. A táblázatban láthatóak az adatok.
Ezeket a C tengelyelrendezésű mozdonyokat az EPPK 21-34 pályaszámokkal jelölte meg, majd az államosítás után a kkStB-nél 36.01-14 sorozat- és pályaszámokat kaptak.
Az első világháború után már csak egy mozdony a 36.03-as maradt a sorozatból  mely a ČSD-hez került 312.801 pályaszámmal. A mozdonyt 1927-ben selejtezték.
Ezen kívül megemlítendő, hogy az EPPK 34-38 pályaszámú mozdonyok az államosítás után a kkStB-nél először 36.15-18 pályaszámokat kaptak, majd 1904-től ezeket átsorolták a kkStB 39 sorozat 01-04 pályaszámai alá.
A ČSD a 312.801 pályaszámot 1946-ban még egyszer kiadta a DRB 89.7491 pályaszámú mozdonynak.

## Fordítás
- Ez a szócikk részben vagy egészben  a   kkStB 36 című német Wikipédia-szócikk fordításán alapul.  Az eredeti cikk szerkesztőit annak laptörténete sorolja fel. Ez a jelzés csupán a megfogalmazás eredetét és a szerzői jogokat jelzi, nem szolgál a cikkben szereplő információk forrásmegjelöléseként.